# Positive Begegnungen
Positive Begegnungen ist eine Selbsthilfe-Konferenz zum Leben mit HIV.

## Hintergrund
Mit mehr als 500 Teilnehmenden aus Deutschland, Österreich und der Schweiz ist sie die größte Veranstaltung dieser Art in Europa. Sie findet seit 1998 alle zwei Jahre in wechselnden deutschen Städten statt. Ausrichter ist seit 1990 die Deutsche AIDS-Hilfe jeweils in Zusammenarbeit mit örtlichen Aidshilfen. 1990 fand in Frankfurt am Main die erste Bundespositivenversammlung der Menschen mit HIV/Aids unter dem programmatischen Motto „positiv in den Herbst – keine Rechenschaft für Leidenschaft“ statt. Hier kamen erstmals Menschen mit HIV und Aids aus den unterschiedlichsten Lebenswelten (Sexarbeiter, Drogengebraucher, Schwule, Heterosexuelle) zusammen um gemeinsam konkrete Forderungen – auch politische – zu formulieren und Veränderungen der eigenen Lebenssituation in die Wege zu leiten. Die rund 300 Teilnehmer widmeten sich in teilweise spontan ins Leben gerufenen Arbeitsgruppen unter anderem mit der Selbsthilfeorganisation der Gesundheitsversorgung und Pflege, der medizinischen Forschung sowie der Kriminalisierung und Stigmatisierung von HIV-Positiven und Drogengebrauchern. 2001 fand die Veranstaltung in Berlin parallel zum 8. Deutschen AIDS-Kongress unter dem Motto „Grenzen überwinden“ – und erstmals unter dem Namen Positive Begegnungen statt. Ab 2006 wurde auch die Bundesversammlung der An- und Zugehörigen von Menschen mit HIV/Aids mit integriert.

## Arbeitsweise, Aufgaben und Inhalte
Die Selbsthilfekonferenz Positive Begegnungen sieht sich als zentrales Element der Selbstvertretung von Menschen mit HIV im deutschsprachigen Raum. Sie richtet sich auch an Angehörige sowie Mitarbeiter der Aidshilfe und andere im Bereich HIV/Hepatitis tätige Fachleute. Dadurch sollen facettenreiche Diskussionen zu den aktuellen Themen rund um das Leben mit HIV entstehen. Ziel ist es, die Weiterentwicklung der Selbsthilfe und die Qualitätssicherung in der Aidshilfe voranzubringen. Dreh- und Angelpunkt ist dabei die Perspektive der Menschen mit HIV, die auch für die Inhalte der Konferenz verantwortlich sind. Die Konferenz hat folgende Hauptziele vereinbart:
- Vernetzung der verschiedenen Selbsthilfegruppen
- Identifizierung wichtiger Handlungsfelder im Leben mit HIV[6]
- Stärkung der Selbstvertretung und der Beteiligung an der Präventionsarbeit[7]
- Community-Building
- Fortbildung der Selbsthilfe-Aktivisten und der in Prävention und Beratung Tätigen
- Impulse in die Gesellschaft zum Abbau von Stigmatisierung und Diskriminierung der mit HIV lebenden Menschen[8]

Seit 2002 werden die wichtigsten Debatten und Ergebnisse der Konferenz im Anschluss in dem von der Deutschen AIDS-Hilfe herausgegebenen Magazin Life+ zusammengefasst.

## Liste der Bundespositivenversammlungen  und der Positiven Begegnungen
- 1990: Frankfurt/Main – „Positiv in den Herbst – keine Rechenschaft für Leidenschaft“[11][12]
- 1991: Bonn
- 1992: Hamburg – „Perlen für die Säue!“
- 1993: München
- 1994: Stuttgart
- 1995: Köln
- 1996: Leipzig
- 1997: Bremen – „Den Jahren Leben geben“[13][14]
- 1998: Berlin  (im Rahmen der Aids-Aktionswoche „HIV im Dialog“)
- 1999: Nürnberg – „Vielfältige Einheit“
- 2001: Berlin – „Grenzen überwinden“[15]
- 2002: Bielefeld – „Alles bleibt anders“
- 2004: Kassel – „Zukunft positiv?!“
- 2006: Leipzig
- 2009: Stuttgart
- 2010: Bielefeld – „Wir sprengen den Rahmen“
- 2012: Wolfsburg – „Bewegen – Gestalten – Entscheiden“[16][17][18]
- 2014: Kassel – „Wir machen uns stark! Und du?“[19][20]
- 2016: Hamburg – „Sei ein Teil der Lösung!“[21]
- 2018: Stuttgart – „Schutz durch Therapie und Kampf der Diskriminierung“[22]
- 2020: Bremen – "Selbstverständlich positiv" (aufgrund der Corona-Pandemie abgesagt)[23]
- 2022: Duisburg – "Gemeinsam Unterschiede feiern – sichtbar, streitbar, stark"[24]